# Aeroportul Vágar
Aeroportul Vágar (IATA: FAE, ICAO: EKVG) este un aeroport din Sørvágs Municipality⁠(d), Vága sýsla⁠(d), Insulele Feroe ce deservește zona Vágar. Aeroportul a fost tranzitat în decembrie 2022 de 22.373 de pasageri. A fost deschis în 1942 și numit după zona deservită.
Situat la o altitudine de 85 m, aeroportul dispune de 1 pistă și ocupă o suprafață de 550.000 m². Este operat de Q104826400⁠(d).

## Infrastructură

### Piste
Aeroportul dispune de o singură pistă. Pista 12/30 are suprafața de Bitum și dimensiunile 1.799 m × 30 m. 